# シマ (地球科学)
シマ（sima）は地球内部構造の中層を指す地球科学用語。下部地殻（B層）の玄武岩質層（別名斑れい岩質層）に相当し、玄武岩など苦鉄質岩を特徴とするとされた。しかし、現在は地殻を物質的にほぼ均質であると見なすため、この用語はあまり使われない。
地質学者エドアルト・ジュースは地球の内部が三層からなると考え、上からサル（sal、後にウェゲナーがシアル（sial）と改称）、シマ（sima）、ニフェ（nife）と名づけた。それぞれその層に特徴的な元素であるケイ素（Si）とアルミニウム（Al）、ケイ素とマグネシウム（Mg）、鉄（Fe）とニッケル（Ni）の元素記号を組み合わせた造語である。